# Крокодилополь

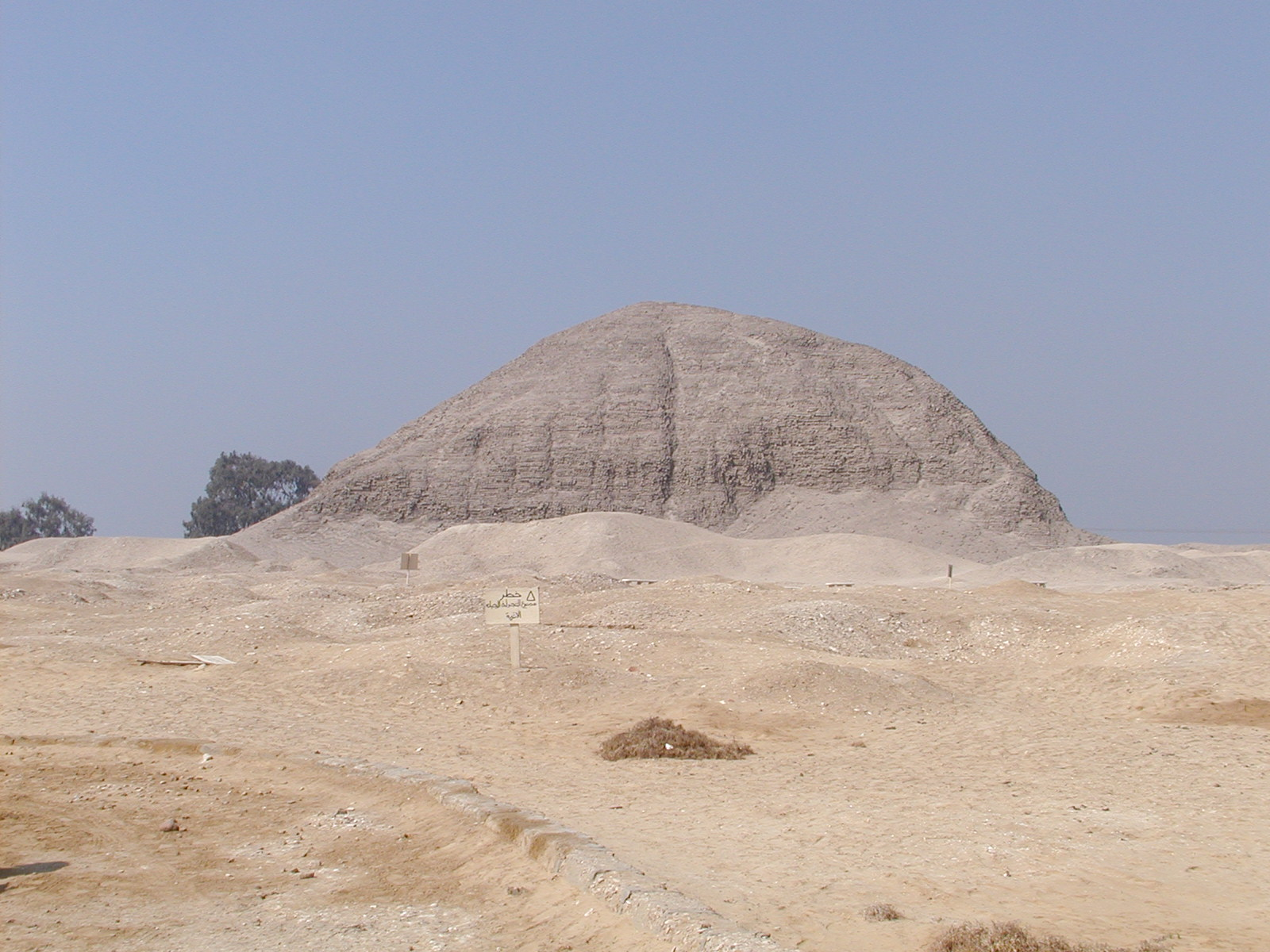
Пирамида Аменемхета III в Хаваре близ Крокодилополя

Крокоди́лополь (Κροκοδείλων πόλις, «город Гадов») — греческое название древнеегипетского города Шеди́т, расположенного на берегу Меридова озера в Файюмском оазисе. В настоящее время на его месте располагается предместье Эль-Файюма — Киман-Фарис.
Уже в период царствования V династии небольшая часть восточной низины Файюмского оазиса была осушена при помощи насыпей. В результате там построили город, названный Шедет, «Осушенный». Так как в данной местности поклонялись богу-крокодилу Себеку, греки назвали поселение Крокодилополем.
Шедит был культовым центром Себека — бога с головой крокодила. В большом храме в виде лабиринта, описанном Геродотом, жрецы держали земное воплощение Себека — священного крокодила, убранного золотом. После смерти священных крокодилов мумифицировали, подобно жрецам и фараонам. В одном только Ком-эль-Брейгат археологи обнаружили кладбище с двумя тысячами крокодиловых мумий, не считая различных погребальных приспособлений, например, особого рода носилок для крокодилов.
Птолемей II Филадельф переименовал Крокодилополь в Арсиною в честь Арсинои II, своей сестры и супруги. С распространением христианства в Арсиное была учреждена коптская епископия. О раннем развитии христианства свидетельствуют позднеантичные папирусы, в изобилии обнаруженные в округе в 1877—1878 годах.